# Inwestprojekt
Spółdzielnia Projektowania i Usług Technicznych „INWESTPROJEKT” Gliwice (rok założenia 1955) biuro projektów prowadzące działalność w kierunku projektowania dla potrzeb budownictwa mieszkaniowego, oświatowego, sportowego, szeroko pojętego budownictwa usługowego, inżynierskiego oraz uzbrojenia terenu.

## Historia
Założycielem i pierwszym dyrektorem firmy była Alina Soja, która w roku 1955 utworzyła w Gliwicach Terenową Pracownię Centralnego Biura Studiów i Projektów podległą Centralnemu Związkowi Spółdzielczości Pracy. W roku 1958 pracownia została przeniesiona do pomieszczeń w bardzo skromnym budynku przy ul. Młyńskiej.
Właściwy rozwój firmy rozpoczął się w roku 1961, kiedy to Związek Spółdzielczości Budowlanej i Mieszkaniowej przekształcił Terenową Pracownię w swoje Przedsiębiorstwo Projektowania i Usług Inwestycyjnych.
Firma opracowywała dokumentacje techniczne dla potrzeb spółdzielczego budownictwa mieszkaniowego.
W roku 1975 firma przeniosła się do nowego budynku przy ul. Findera 11 (obecna ul. Jasnogórska).
Napływ zleceń spowodował, że biuro zaczęło się rozrastać aby w latach 80. osiągnąć swoje „apogeum”. Utworzono oddziały w Bytomiu i Rudzie Śląskiej. W Gliwicach były już 4 pracownie zatrudniające w sumie 475 osób.
Opracowywano wtedy projekty osiedli mieszkaniowych w takich miejscowościach jak: Bytom, Chorzów, Ruda Śląska, Sosnowiec, Świętochłowice, Siemianowice, Rybnik, Żory, Kędzierzyn-Koźle, Olkusz, Piekary Śląskie, i Gliwice.
W roku 1989 Zakład przekształcił się w Spółdzielnię Projektowania i Usług Technicznych „Inwestprojekt Gliwicach” oddzielając się od Wojewódzkiej Spółdzielni Budownictwa Mieszkaniowego w Katowicach.
W roku 2006 po 50 latach istnienia "Inwestprojekt" zakończył swoją działalność przechodząc w stan likwidacji.